# Franz B. Humer

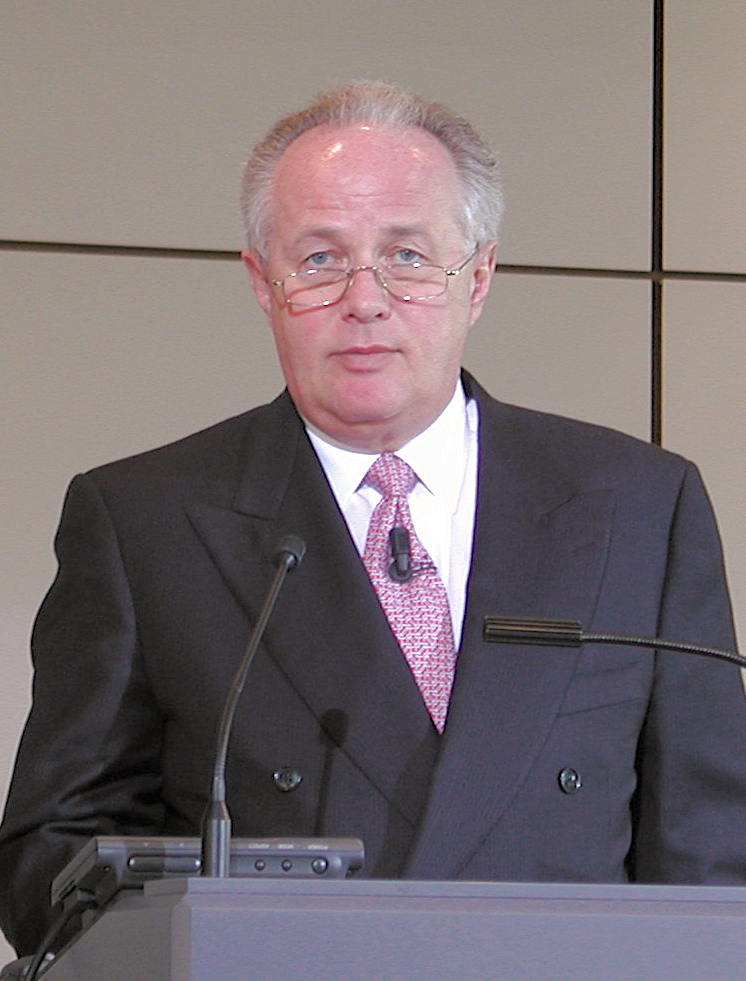
Franz B. Humer auf der Bilanzpressekonferenz von Roche 2003

Franz Bernhard Humer (* 1. Juli 1946 in Salzburg) ist ein österreichisch-schweizerischer Manager. Er war von 1998 bis 2008 Chief Executive Officer (CEO) und von 2001 bis März 2014 teilweise gleichzeitig Präsident des Verwaltungsrates des Schweizer Pharmakonzerns Roche Holding. Von 2008 bis Januar 2017 war er Präsident des britischen Spirituosenkonzerns Diageo Plc.

## Leben
Humer studierte Jus an der Universität Innsbruck und promovierte später in diesem Studiengang. Nach Tätigkeiten als Manager in verschiedenen Ländern bei Schering-Plough und Glaxo wurde er 1995 Verwaltungsratsmitglied beim Schweizer Pharmakonzern Roche Holding AG und Leiter der Division Pharma. 1996 wurde er Chief Operating Officer (COO), von 1998 bis 2008 war er Chief Executive Officer (CEO) und von 2001 (in Nachfolge von Fritz Gerber) bis März 2014 zeitweise gleichzeitig im Doppelmandat Präsident des Verwaltungsrats. 2008 wurde Severin Schwan CEO und Humer konzentrierte sich auf sein Verwaltungsratspräsidium. Im März 2014 trat Humer nicht mehr zur Wiederwahl in den Verwaltungsrat an; auf ihn folgte Christoph Franz. Humer war als Berater für Roche tätig.
Humer ist verheiratet, hat Kinder und lebt im zürcherischen Erlenbach.

## Weitere Aktivitäten und Mitgliedschaften (März 2014)

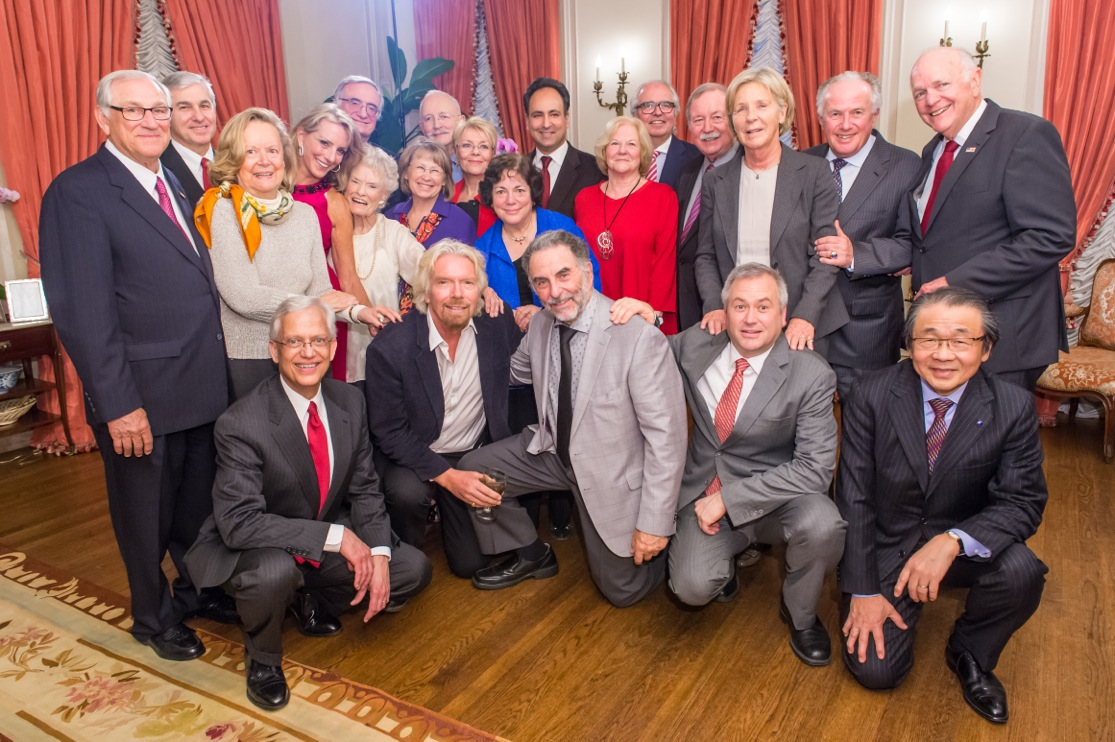
Präsident Franz B. Humer, (obere Reihe, Zweiter von rechts) mit den Verwaltungsräten von International Centre for Missing & Exploited Children (2014)

- Nicht-exekutiver Verwaltungsratspräsident der Diageo Plc. (2008 bis 1. Januar 2017)[4]
- Mitglied des Verwaltungsrates der Citigroup Inc.
- Präsident von Insead (2008–2014)[5]
- Präsident des Verwaltungsrates des International Centre for Missing and Exploited Children
- Mitglied des International Advisory Board der Allianz SE
- Mitglied des Verwaltungsrates, Jacobs Holding AG
- Präsident der Humer Stiftung für akademische Nachwuchskräfte[6]

## Auszeichnungen
- 2000: Großes Goldenes Ehrenzeichen für Verdienste um die Republik Österreich[7]
- 2006: Großes Goldenes Ehrenzeichen mit dem Stern für Verdienste um die Republik Österreich[7]
- Ehrendoktor der Philosophisch-naturwissenschaftlichen Fakultät der Universität Basel
- Ehrendoktor der London School of Pharmacy
- 2014: Public Service Star (Distinguished Friends of Singapore)[8]
- 2016: Ehrensenator der Universität Salzburg[9]